# تشن تشيوشي
تشن تشيوشي (الصينية: 陈 秋实 ؛ من مواليد 19[بحاجة لمصدر] سبتمبر 1985) هو محامي وناشط وصحفي مواطن صيني وُلِد في مقاطعة داشينغ آنلينغ في هيلونغجيانغ في الصين، درس القانون في جامعة هيلونغجيانغ. بعد التخرج التحق بشركة محاماة في بكين.
اشتهر على نطاق واسع بتقديمه تغطية مباشرة لاحتجاجات هونغ كونغ 2019-2020 وجائحة فيروس كورونا 2019–20.
في 6 فبراير 2020 اختفى تشن قسريا من قبل السلطات الصينية.

## التغطية الحية للأحداث

### احتجاجات هونغ كونغ
نشر تشن مقاطع فيديو على الإنترنت توثق الاحتجاجات في هونغ كونغ ضد مشروع قانون تسليم المجرمين لعام 2019، كما انتقد الحكومة لتوصيف المتظاهرين بأنهم مثيري أعمال عنف. بعد أيام من نشر مقاطع الفيديو، تم احتجازه من قبل سلطات بكين، حيث تم حذف حسابه الخاص على موقع ويبو الصيني بالإضافة إلى مقاطع الفيديو الخاصة به. قبل الحذف، كان يتلبع حساب تشن الخاص على موقع ويبو الصيني 740,000 متابع.

### ووهان وفيروس كورونا
بعد أن تم حظره من قبل وسائل التواصل الاجتماعي الصينية بسبب تقاريره عن احتجاجات هونغ كونغ 2019-20، انتقل تشن إلى يوتيوب وتويتر لمواصلة بث تقاريره.
بعد سماعه عن جائحة فيروس كورونا 2019–20، سافر تشن إلى مدينة هانكو في ووهان الصينية، في 23 أو 24 يناير 2020، حيث أجرى مقابلات مع السكان المحليين وزار العديد من المستشفيات بما في ذلك مستشفى هووشينشان، الذي كان قيد الإنشاء أنذاك. طبقًا لتشن، كان الأطباء يعانون من إرهاق شديد ولم تكن هناك إمدادات طبية كافية، لكن أسعار السلع كانت مستقرة بطريقة أخرى.
في 30 يناير، نشر تشن شريط فيديو يظهر فيه الزحام في مستشفيات ووهان، مع وجود الكثير من المرضى وعامة الناس في الممرات بطريقة مفزعة. صرح تشن قائلا «أنا خائف. المرض أمامي، والحكومة الصينية خلفي. لكن طالما أنا على قيد الحياة سأتحدث عن ما رأيته وما سمعته. أنا لا أخاف من الموت. لماذا يجب أن أخاف منك أيها الحزب الشيوعي؟»
بحلول أوائل فبراير 2020، وأثناء الإعلان عن تفشي فيروس كورونا، كان لدى تشن 430,000 مشترك على قناته الخاصة في يوتيوب و 246,000 متابع على تويتر.
اتهم مؤيدو تشن الحكومة الصينية بالرقابة على تفشي فيروس كورونا. وفقا لصحيفة الغارديان، تم فرض رقابة على العديد من التعليقات المؤيدة لتشن على ويبو على موقع ويبو الصيني. حيث نقل أحد المؤيدين مقولة الفنان ستيفن تشو «اقتلني وعشرة آلاف نسخة أخرى مني ستخرج».
اختفى تشن قسريا في 6 فبراير 2020. ولم يتمكن أصدقاؤه من الاتصال به منذ الساعة 7 مساءً بالتوقيت العالمي الصيني. في 7 فبراير، تلقت العائلة والأصدقاء أنباء من السلطات تفيد بأن تشن احتُجز في وقت ومكان مجهولين. ادعت السلطات أن سبب الاعتقال كان الحجر الصحي.